# Паулус, Генрих Эбергард Готтлоб
Генрих Эбергард Готтлоб Па́улус (нем. Heinrich Eberhard Gottlob Paulus; 1 сентября 1761, Леонберг, Штутгарт — 10 августа 1851, Гейдельберг, Пруссия) — немецкий протестантский богослов, филолог, преподаватель, духовный писатель.

## Академическая карьера
Существует концепция Паулюса, которая основывалась на том, что личность может быть свободна и автономна от догматов церкви посредством разума. В свете его влечения к изучению восточных языков и характерного принципа «естественных объяснений», одним из его главных трудов стало изложение Ветхого и Нового Заветов. В своей работе философ стремился объяснить чудеса, описанные в религиозных текстах, с точки зрения науки. Например, известный стих  «В четвертую ночную стражу, перед рассветом, Иисус пошел к ученикам, ступая по морю» (Евангелие от Матфея 14:25) он интерпретировал так, что в греческом переводе допущена ошибка, и на самом деле Иисус стоял «на берегу, а не на море». Также был сторонником «теории обморока», в которой Иисус избежал смерти, провозгласив, что он воскрес из мертвых. Потом эта теория была отвергнута учеными. В дальнейшем рационализм Паулуса был отвергнут и заменен точкой зрения Давида Фридриха Штрауса, который считал, что Священное писание лучше всего рассматривать через призму мифотворчества.
Однако его склонность к рационализму и Просвещению, которая особенно очевидна в его «естественных объяснениях» чудес, не помешала ему действовать в традициях Мартина Лютера в решительно антиеврейской манере. В так называемом ландтаге реформ в 1831 году он был представлен антиеврейским меморандумом «Еврейское национальное разделение по происхождению, последствиям и средствам улучшения», в котором он пытался объяснить непреодолимую культурную и моральную дистанцию между иудаизмом и христианством и немецким языком национальной культуры и предупреждал о негативных последствиях еврейской эмансипации, решительно участвовал в подрыве юридического равенства евреев, которое обсуждается и уже инициировано Badisches Judenedikt 1809 года. Выйдя на пенсию в 1844 году, он умер в Гейдельберге 10 августа 1851 года.

## Биография
Генрих был сыном уважаемого пастора вюртембергского происхождения Готлоба Кристофа Паулуса. В 1767 году потерял мать, в 1771 году его отец был лишён прихода по обвинению в мистицизме и переехал в Маркгрёнинген, где жил на доходы от сбережений. Генрих Паулус изучал философию и богословие, в 1781 году получил степень доктора философии от Тюбингенского университета, а в 1784 году — степень магистра богословия. После завершения учебы предпринял образовательную поездку по Европе, побывав в различных германских государствах, Нидерландах, Великобритании и Франции, занимаясь изучением восточных языков. В 1789 году стал профессором восточных языков в Йене, в 1793 году стал профессором богословия там же, в 1803 году перешёл на ту же должность в Вюрцбург. В 1807 году стал членом совета по образованию Бамберга, в 1808 году — Нюрнберга; в том же году был избран иностранным членом Баварской академии наук. В 1810 году переехал в Ансбах и в 1811 году стал членом Тайного совета церквей и профессором в Гейдельбергском университете, где в 1816 году он сыграл важную роль в принятии в качестве профессора другого немецкого философа Георга Вильгельма Фридриха Гегеля. Сама богословская концепция Паулюса повлияла на богословскую концепцию Гегеля. В 1844 году вышел в отставку. Был похоронен на Гейдельбергском нагорном кладбище в так называемом «профессорском секторе».
Главные его сочинения: «Philos.-krit. und histoir. Kommentar über das Neue Testament» (Тюбинген, 1800—1804; 2-е издание — Лейпциг, 1804—1808); «Clavis über die Psalmen» (Йена, 1791; 2-е издание — 1815); «Clavis über den Jesaias» (Йена, 1793); «Leben Jesu, als Grundlage einer reinen Geschichte des Urchristentums» (Гейдельберг, 1828); «Aufklärende Beiträge zur Dogmen- Kirchen- und Religionsgeschichte» (Бремен, 1830; 2-е издание — 1834); «Exegetisches Handbuch über die drei ersten Evangelien» (Гейдельберг, 1830—1833; 1841—1842). Считался одним из самых видных представителей историко-критического рационализма в богословии.